# 陶朗加
陶朗加（[ˈtaʉɾaŋa]），又译陶朗阿，新西兰北島上的城市。陶朗加是豐盛灣地區的商业中心，新西兰最大的木材、木漿出口港，也是观光的焦点。陶朗加市是新西兰第六大市區，总市區人口12萬人 (2010年6月估計)。